# Enter Shikari
Enter Shikari (стилизованно ΣΠΤΣ℞ SHΦΚΔ℞Φ) — британская рок-группа, образованная в 2003 году, в городе Сент-Олбанс. Стиль коллектива сочетает пост-хардкор с элементами различных электронных жанров, таких как дабстеп, транс и иногда драм-н-бейс.

## История

### Образование (1999—2006)
В 1999 году сформировалась группа Hybryd, состоящая из Рау Рейнольдса в качестве вокалиста и гитариста, Криса Баттена на бас-гитаре, и Роба Рольфа на ударных. В 2002 году они выпустили мини-альбом под названием Commit No Nuisance, включавший треки «Perfect Pygmalion», «Look Inside», «Torch Song», «Honesty Box» и «Fake». В 2003 году с добавлением гитариста Лиама «Рори» Клевлоу Hybryd стала называться Enter Shikari. Рау сосредоточил свои усилия на вокале и синтезаторе вместо гитары.
Группа названа в честь Shikari — лодки, принадлежащей дяде Рау Рейнольдса, вокалиста группы.
В августе 2006 года они выпустили видео сингла «Mothership», который стал синглом недели в iTunes Store. Их первый CD-сингл содержал перезаписанные версии «Sorry You’re Not a Winner/OK Time for Plan B», которые раньше содержались на одной из демоверсий мини-альбома.
У них брали интервью популярные музыкальные журналы, как Kerrang! и Rock Sound. Они также попали в «New Noise 2007» журнала NME, список групп, у которых считали больше шансов добиться успеха в том году (выпуски предыдущих годов включали такие группы, как Arcade Fire, Hot Chip и Bloc Party).
Следующий их сингл «Anything Can Happen in the Next Half Hour» был выпущен 5 марта 2007 года. Это был второй сингл группы, выпущенный в их предстоящем дебютном альбоме. Он содержал перезаписанную версию песни «Anything Can Happen in the Next Half Hour».
Группа выпустила сборник под названием The Zone прямо перед дебютным альбомом, содержавший различные демоверсии треков и ранее выпущенные синглы.

### Take to the Skies(2007—2008)
Дебютный альбом Enter Shikari, Take to the Skies, был выпущен 19 марта 2007 года и достиг 4-й позиции в британском хит-параде UK Albums Chart.
В течение марта 2007 года было объявлено, что они будут выступать на фестивале Download, Фестивалях Рединг и Лидс, Give It A Name, Фестивале Гластонбери, фестивале Oxegen в Ирландии и Rock am Ring в Германии.
Enter Shikari выступили больше 500 раз к 2007 году и играли на сцене Gibson / Myspace на фестивале Download 2006 года. 14 мая 2007 года Enter Shikari начали свой первый тур в Северной Америке. За этим последовало ещё три североамериканских тура.

### Common Dreads(2009—2011)
В марте 2009 года, NME подтвердил, что Enter Shikari закончили работу над своим вторым альбомом, Common Dreads, и объявил, что они будут гастролировать по Великобритании и Европе в 2009 году. Они сделали доступной для бесплатной загрузки свою новую песню, Antwerpen, на своем сайте. 15 апреля 2009 года они исполнили Juggernauts на Radio 1 как Zane Lowe’s «Hottest Track in the World» и выпустили его в виде сингла 1 июня 2009 года. Стороной «Б» сингла является «All Eyes On The Saint». С записью Juggernauts группе помогал музыкант Дэнни Снеддон.
Common Dreads был выпущен под Ambush Reality 15 июня 2009 года и дебютировал, достигнув 16-й позиции на UK Albums Chart. Второй сингл, выпущенный из Common Dreads, был «No Sleep Tonight». 7-дюймовый винил, CD-сингл и загрузка MP3 были выпущены 17 августа 2009 года.

### A Flash Flood of Colour(2011—2013)
14 июня 2010 года Enter Shikari объявили, что они вернулись в студию, чтобы выпустить новый самостоятельный трек под названием «Destabilise», который будет доступен для загрузки 26 октября 2010 года и в виде ограниченного издания цветного 7-дюймовый винила 29 ноября 2010 года.
В июне 2011 года группа подписала контракт с Hopeless Records в США и приступила к участию в Warped Tour второй год подряд.
В середине 2011 года группа выпустила ещё один самостоятельный сингл «Quelle Surprise», перед выпуском первого сингла «Sssnakepit» и «Gandhi Mate, Gandhi» в сентябре и декабре, соответственно, от их третьего альбома.
Группа выпустила A Flash Flood of Colour 16 января 2012 года и выступила на трех концертах в честь выпуска альбома в Лондоне, Кингстон-на-Темзе и Лидс.
В конце первой недели после выпуска альбом достиг 4-й позиции в британских хит-парадах.
На церемонии премии Kerrang! Awards летом 2012 года группа получила награду «Best Band Live» во второй раз, наряду с Рау Рейнольдсом, выигравшим «Hero of the Year». Они также были номинированы на лучший альбом, но проиграли группе Mastodon.
В ноябре 2012 года группа объявила о запуске своего собственного пива «Sssnakepit», который был запущен в Манчестере и продан на туре «A Flash Flood Of Christmas» в местах по всей Великобритании.
Группа была номинирована на Best British Band и Best Live Band на Kerrang! Awards 2013 года, но проиграла группам Bring Me the Horizon и Black Veil Brides соответственно.

### Rat RaceEP (2013—2014)
В апреле 2013 года группа выпустила самостоятельный сингл под названием «The Paddington Frisk», позже объявив, что это было частью тогда безымянного мини-альбома из трех треков, и что он выйдет позже в этом году (Rat Race EP). Позже в 2013 году Radiate был выпущен в «ITunes. 5 июня 2013 года группа объявила в их официальном аккаунте Твиттер», что они снимают видео для нового сингла «Radiate». Через 5 месяцев Rat Race (заключительный трек Rat Race ЕР) был выпущен, затем три трека были объединены в Rat Race ЕР, а также транс-ремикс трека Radiate, созданного сторонним проектом группы — Shikari Sound System.
Группа отправилась на большой тур по Великобритании и Ирландии на протяжении апреля и мая, специально уделив внимание городам, в которых обычно не бывает концертов, как символ благодарности тем фанатам, которым, как правило, нужно ехать в большие города, чтобы увидеть живые выступления групп.

### The Mindsweep(2014—2016)
В конце 2012 года басист Крис Баттен заявил, что группа начнет работу над своим четвёртым студийным альбомом после окончания гастролей 2013 года. Однако Баттен также подтвердил, что альбом не будет готов к этому году.
8 октября 2014 года группа объявила, что их четвёртый альбом будет называться The Mindsweep и будет выпущен 19 января 2015 года. Альбом был предвиден синглами «The Last Garrison» и «Anaesthetist». Кроме того, ещё два трека были выпущены в период с ноября по декабрь 2014 года: «Never Let Go of the Microscope» и «Slipshod». 12 января 2015 года они выложили весь новый альбом доступный для стриминга на своем сайте. В мае 2015 года они сделали кавер «Chop Suey!» группы System of a Down для сборника Worship and Tributes журнала Rock Sound, а в июне они участвовали в сборнике Ultimate Rock Heroes журнала Kerrang! с кавером «Know Your Enemy» группы Rage Against the Machine. 30 октября они выпустили свой первый альбом ремиксов — The Mindsweep: Hospitalised, содержащий ремиксы от артистов драм-н-бейс лейбла Hospital Records.
12 января 2016 новый сингл под названием «Redshift» был представлен на шоу Энни Мэк на BBC Radio 1.

### The Spark(2017 — 2019)
Группа анонсировала свой новый полноформатный альбом. Первый сингл и клип на песню «Live Outside» вышел 1 августа.
Студийная пластинка получила название «The Spark» и включает в себя 11 треков. Официальный релиз диска состоялся 22 сентября 2017 года.

### Nothing Is True & Everything Is Possible (2020 — 2022)
17 апреля 2020 состоялся официальный релиз следующей пластики — Nothing Is True & Everything Is Possible. Первый сингл, { The Dreamer's Hotel }, был опубликован 10 февраля. Он стал ведущим.
Альбом включает в себя 15 композиций.
11 августа 2022 года Enter Shikari выпустили трек «The Void Stares Back» вместе с британским дуэтом WARGASM.
16 ноября на BBC Radio 1 была представлена ещё одна совместная работа группы  — «Bull». На этот раз Enter Shikari выступили с Cody Frost.

### A Kiss For The Whole World (2023 — н.в.)
11 января 2023 года на сайте группы был анонсирован новый альбом, получивший название A Kiss For The Whole World.
12 января вышел первый сингл новой пластинки — (pls) set me on fire.
9 февраля состоялся релиз второго сингла — It Hurts.
9 марта опубликован третий сингл  — Bloodshot.
21 апреля является днём официального релиза седьмого альбома Enter Shikari — A Kiss For The Whole World. Пластинка включает в себя 12 треков: A Kiss for the Whole World, (pls) set me on fire,
it Hurts, Leap into the Lightning, feed yøur søul, Dead Wood, Jailbreak, Bloodshot, Bloodshot (Coda), goldfĭsh ~,  giant pacific octopus (i don’t know you anymore), giant pacific octopus swirling off into infinity…

## Музыкальный стиль
Музыкальный стиль Enter Shikari описывают по-разному: постхардкор, электроникор (группа считается пионером этого жанра), альтернативный рок, экспериментальный рок, электронный рок, построк и, особенно в начале карьеры, металкор. Характерной, узнаваемой чертой группы является объединение рок-музыки (особенно панк-рока и хардкор-панка) с элементами различных электронных музыкальных жанров, в том числе драм-н-бейса, дабстепа, техно, электроники и транса. Их стиль включает брейкдауны, инструментовку, вдохновленную хеви-металом и хардкором, вдохновлённый дабстепом «вобл-бас», гимновые хоры, темпы драм-н-бейса и чередование пения, скриминга (иногда гроулинга) и рэпа.
В текстах песен Enter Shikari, написанных фронтменом Рау Рейнольдсом, часто затрагиваются политические темы. Согласно интервью с журналом Kerrang! 2015 года, Рейнольдс надеется, что «музыка [группы] даёт поклонникам [надежду], чтобы они продолжали стоять за то, во что верят». Kerrang! написал: «Shikari поют о политике, что делает их редким экземпляром на рок-сцене Великобритании, Рау же сбит с толку группами, называющими себя панком, но не говорящими о чём-либо стоящем». «Для нас это вторая натура. — говорит он. — Это то, для чего музыка существует. Если вы уберёте социально-политическое высказывание, то это будет уже не панк, а просто шумный поп». В то же время, Рейнольдсу «всё равно, если люди не читают тексты», а «ценят Shikari только как шумную поп-группу». Хотя не все тексты группы являются политическими, «даже когда [Enter Shikari пишет] любовную песню, [Рейнольдс хочет] убедиться, что [они] выделяют эту любовную песню из всех дерьмовых, бессодержательных любовных песен в хит-парадах». Он также отметил, что в целом посыл творчества группы такой: «Если мы строим нашу жизнь вокруг любви и единства, то это всё, что имеет значение».
В интервью после выхода A Flash Flood of Colour гитарист Рори Клевлоу заявил, что источники вдохновения группы многочисленны и включают в себя хардкор-группу Refused, электронную группу The Prodigy, пост-хардкор группу At the Drive-In, хардкор-группу Sick of It All, рэп-метал группу Rage Against the Machine, рок-группу The Beatles, композитора Игоря Стравинского и маткор-группу The Dillinger Escape Plan, и что «большая часть [их] музыкального стиля сначала развивалась благодаря просмотру местных концертов в [их] родном городе и его окрестностях».

## Состав
- Раутон «Рау» Рейнольдс — вокал, клавишные, музыкальное программирование, дополнительная гитара
- Лиам «Rory C» Джерард Клевлоу — гитара, вокал, клавишные
- Крис «Batty C» Баттен — бас-гитара, вокал, клавишные, музыкальное программирование
- Роб «Sgt. Rolfy» Рольф — ударные, вокал

## Дискография
- Take to the Skies (2007)
- Common Dreads (2009)
- A Flash Flood of Colour (2012)
- The Mindsweep (2015)
- The Spark (2017)
- Nothing is True & Everything is Possible (2020)
- A Kiss for the Whole World (2023)

## Награды и номинации
| Год  | Номинируемая работа                          | Категория                                                         | Результат |
| ---- | -------------------------------------------- | ----------------------------------------------------------------- | --------- |
| 2006 | Enter Shikari                                | Kerrang! Awards 2006: Best British Newcomer                       | Номинация |
| 2007 | Enter Shikari                                | NME Awards 2007: John Peel Award for Musical Innovation           | Победа    |
| 2007 | Enter Shikari                                | Kerrang! Awards 2007: Spirit of Independence                      | Победа    |
| 2007 | Enter Shikari                                | Kerrang! Awards 2007: Best Live Band                              | Победа    |
| 2007 | Enter Shikari                                | Kerrang! Awards 2007: Best British Band                           | Номинация |
| 2007 | Sorry You’re Not a Winner/OK Time for Plan B | Kerrang! Awards 2007: Kerrang! Award for Best Single\|Best Single | Номинация |
| 2007 | Take to the Skies                            | Kerrang! Awards 2007: Best Album                                  | Номинация |
| 2007 | Enter Shikari                                | BT Digital Awards: Breakthrough Artist of the Year                | Победа    |
| 2009 | Enter Shikari                                | Kerrang! Awards 2009: Best Live Band                              | Номинация |
| 2010 | Enter Shikari                                | Kerrang! Awards 2010: Best British Band                           | Номинация |
| 2012 | Enter Shikari                                | Kerrang! Awards 2012: Best Live Band                              | Победа    |
| 2012 | A Flash Flood of Colour                      | Kerrang! Awards 2012: Best Album                                  | Номинация |
| 2012 | Rou Reynolds                                 | Kerrang! Awards 2012: Hero of the Year                            | Победа    |
| 2012 | Enter Shikari                                | AIM Awards: Hardest Working Band                                  | Номинация |
| 2012 | Enter Shikari                                | AIM Awards 2012: Best Live Band                                   | Номинация |
| 2012 | A Flash Flood of Colour                      | AIM Awards 2012: Independent Album of the Year                    | Победа    |
| 2013 | Enter Shikari                                | AIM Awards 2012: Best Live Band                                   | Победа    |
| 2013 | Enter Shikari                                | Kerrang! Awards 2013: Best Live Band                              | Номинация |
| 2013 | Enter Shikari                                | Kerrang! Awards 2013: Best British Band                           | Номинация |
| 2013 | Enter Shikari                                | NME Awards 2013: Best Fan Community                               | Номинация |
| 2015 | Anaesthetist                                 | Kerrang! Awards 2015: Best Single                                 | Победа    |
| 2015 | Enter Shikari                                | Kerrang! Awards 2015: Best British Band                           | Номинация |
| 2015 | The Mindsweep                                | AIM Awards 2015: Independent Album of the Year                    | Победа    |